# 駅田郁美
駅田 郁美（えきた いくみ）は、日本のミュージカル女優。2007年7月、劇団四季にオーディション合格。

## 主な出演作品
- ウエストサイド物語 （クラリス、グラジェラ）
- ミュージカル異国の丘 （アンサンブル）
- 劇団四季 ソング&ダンス55ステップス（女性ダンサー）
- アイーダ　（アンサンブル）
- コンタクト （婚約カップル／ブルックリンのカップル）
- アラジン - アンサンブル